# Lady Godiva (film, 1921)
Pour les articles homonymes, voir Lady Godiva.
Pour plus de détails, voir Fiche technique et Distribution.
Lady Godiva est un film allemand réalisé par Hubert Moest, sorti en 1921. 
Ce film muet en noir et blanc met en scène Godiva, une noble anglo-saxonne du XIe siècle qui, selon la légende, aurait traversé les rues de Coventry à cheval, entièrement nue, afin de convaincre son époux, le comte Léofric, de diminuer les impôts qu'il prélevait sur ses habitants.

## Synopsis
Léofric, un cruel comte anglais, menace la belle Lady Godiva (Hedda Vernon) de faire périr son père d’une mort cruelle si elle ne consent pas l’épouser. Comme elle est déterminée à n’être une épouse que de nom elle souffre alors mille affronts. Les habitants de Coventry la supplient d’intervenir auprès de son mari après que celui-ci les a menacés de mettre le feu à leur maison. Elle obtient gain de cause, mais seulement à condition qu’elle traverse la ville toute nue sur un cheval blanc. Elle le fait, mais le comte ne connaissait pas le caractère de ses sujets : ils sapent son palais qui s’effondre, tuant tous ceux qui sont à l’intérieur. Avertie par le bouffon de la cour, Lady Godiva réussit à s’échapper avant la catastrophe et retrouve l’architecte, celui qu’elle aime.

## Fiche technique
- Titre original : Lady Godiva
- Réalisation : Hubert Moest
- Scénario : Ernst Frank, Arthur Rehbein
- Directeur de la photographie : Kurt Lande (de)
- Décors : Hans Dreier
- Société de production : Aß-Film
- Société de distribution : Horos-Film GmbH
- Pays d'origine :  République de Weimar
- Langue : allemand
- Format : Noir et blanc – 1,33:1 – 35 mm – Muet
- Genre : film historique
- Année : 1921
- Dates de sortie :
  -  République de Weimar : 14 avril 1921
  -  États-Unis : 7 mai 1922 (New York)

## Distribution
- Hedda Vernon : Lady Godiva
- Eduard von Winterstein : Leofric
- Hedwig Pauly-Winterstein : Lady Highbury
- Toni Zimmerer : John Dryer
- Ernst Deutsch
- Wilhelm Diegelmann
- Gertrude Welcker

## Commentaires
L'Allemagne ayant mauvaise réputation après la guerre, le film est distribué sans mention d'origine ni générique, en France par Kaminsky et aux États-Unis par Pathé. 